# Voyelle mi-ouverte postérieure non arrondie
La voyelle mi-ouverte (ou moyenne inférieure) postérieure non arrondie est une voyelle utilisée dans certaines langues. Son symbole dans l'alphabet phonétique international est [ʌ], et son équivalent en symbole X-SAMPA est V.
Le symbole API est un v renversé ; on le nomme couramment « coin ».

## Caractéristiques
- Son degré d'aperture est mi-ouvert, ce qui signifie que la langue est positionnée aux deux-tiers du chemin entre une voyelle basse et une voyelle moyenne.
- Son point d'articulation est postérieur, ce qui signifie que la langue est placée aussi loin que possible à l'arrière de la bouche.
- Son caractère de rondeur est non arrondi, ce qui signifie que les lèvres ne sont pas arrondies.

## Langues
- Anglais d'Écosse et d'Amérique du Nord : nut /nʌt/ [nʌ̞̈t] « noix ». 
Avant la Seconde Guerre mondiale, l'anglais de référence incluait /ʌ/ comme phonème, mais depuis lors un décalage vers [ɐ̟] s'est produit. Malgré ce changement, le symbole ‹ ʌ › est toujours utilisé, probablement autant par tradition que par persistance de cette prononciation dans d'autres variétés de l'anglais[1].
- Coréen : beol [pʌl] « punition ».
- Vietnamien : tây [tʌ̄j] « ouest ».
- Drehu : ömöm [ʌmʌm] « crépuscule ».